# Xavier McDaniel
Xavier Maurice McDaniel (Columbia, 4 giugno 1963) è un ex cestista statunitense, professionista nella NBA.

## Carriera
È stato selezionato dai Seattle SuperSonics al primo giro del Draft NBA 1985 (4ª scelta assoluta).

## Statistiche

### NCAA
| Anno      | Squadra      | PG  | PT | MP   | TC%  | 3P% | TL%  | RP   | AP  | PRP | SP  | PP   |
| --------- | ------------ | --- | -- | ---- | ---- | --- | ---- | ---- | --- | --- | --- | ---- |
| 1981-1982 | WSU Shockers | 28  | -  | 13,5 | 50,4 | -   | 62,8 | 3,7  | 0,5 | 0,4 | 0,2 | 5,8  |
| 1982-1983 | WSU Shockers | 28  | -  | 35,3 | 59,3 | -   | 54,1 | 14,4 | 1,5 | 0,8 | 1,0 | 18,8 |
| 1983-1984 | WSU Shockers | 30  | -  | 37,7 | 56,4 | -   | 68,0 | 13,1 | 2,4 | 1,2 | 1,3 | 20,6 |
| 1984-1985 | WSU Shockers | 31  | -  | 36,9 | 55,9 | -   | 63,4 | 14,8 | 2,2 | 1,5 | 1,0 | 27,2 |
| Carriera  | Carriera     | 117 | -  | 31,1 | 56,4 | -   | 62,4 | 11,6 | 1,7 | 1,0 | 0,9 | 18,4 |

### NBA

#### Regular Season
| Anno      | Squadra          | PG  | PT  | MP   | TC%  | 3P%  | TL%  | RP  | AP  | PRP | SP  | PP   |
| --------- | ---------------- | --- | --- | ---- | ---- | ---- | ---- | --- | --- | --- | --- | ---- |
| 1985-1986 | Seattle S.Sonics | 82  | 80  | 33,0 | 49,0 | 20,0 | 68,7 | 8,0 | 2,4 | 1,2 | 0,5 | 17,1 |
| 1986-1987 | Seattle S.Sonics | 82  | 82  | 37,0 | 50,9 | 21,4 | 69,6 | 8,6 | 2,5 | 1,4 | 0,6 | 23,0 |
| 1987-1988 | Seattle S.Sonics | 78  | 77  | 34,7 | 48,8 | 28,0 | 71,5 | 6,6 | 3,4 | 1,2 | 0,7 | 21,4 |
| 1988-1989 | Seattle S.Sonics | 82  | 10  | 29,1 | 48,9 | 30,6 | 73,2 | 5,3 | 1,6 | 1,0 | 0,5 | 20,5 |
| 1989-1990 | Seattle S.Sonics | 69  | 67  | 35,2 | 49,6 | 29,4 | 73,3 | 6,5 | 2,5 | 1,1 | 0,5 | 21,3 |
| 1990-1991 | Seattle S.Sonics | 15  | 15  | 35,3 | 47,9 | 0,0  | 71,0 | 5,4 | 2,5 | 1,7 | 0,3 | 21,8 |
| 1990-1991 | Phoenix Suns     | 66  | 64  | 31,9 | 50,3 | 0,0  | 72,7 | 7,2 | 2,3 | 0,8 | 0,6 | 15,8 |
| 1991-1992 | N.Y. Knicks      | 82  | 82  | 28,6 | 47,8 | 30,8 | 71,4 | 5,6 | 1,8 | 0,7 | 0,3 | 13,7 |
| 1992-1993 | Boston Celtics   | 82  | 27  | 27,0 | 49,5 | 27,3 | 79,3 | 6,0 | 2,0 | 0,9 | 0,6 | 13,5 |
| 1993-1994 | Boston Celtics   | 82  | 5   | 24,0 | 46,1 | 24,4 | 67,6 | 4,9 | 1,5 | 0,6 | 0,5 | 11,3 |
| 1994-1995 | Boston Celtics   | 68  | 15  | 21,0 | 45,1 | 28,6 | 71,2 | 4,4 | 1,6 | 0,4 | 0,3 | 8,6  |
| 1996-1997 | N.J. Nets        | 62  | 5   | 18,9 | 38,9 | 20,0 | 73,0 | 5,1 | 1,0 | 0,6 | 0,3 | 5,6  |
| 1997-1998 | N.J. Nets        | 20  | 0   | 9,0  | 33,3 | -    | 62,5 | 1,6 | 0,5 | 0,2 | 0,1 | 1,3  |
| Carriera  | Carriera         | 870 | 529 | 29,0 | 48,5 | 26,1 | 71,8 | 6,1 | 2,0 | 0,9 | 0,5 | 15,6 |
| All-Star  | All-Star         | 1   | 0   | 13,0 | 11,1 | -    | -    | 2,0 | 0,0 | 0,0 | 0,0 | 2,0  |

#### Play-off
| Anno     | Squadra          | PG | PT | MP   | TC%  | 3P%  | TL%  | RP  | AP  | PRP | SP  | PP   |
| -------- | ---------------- | -- | -- | ---- | ---- | ---- | ---- | --- | --- | --- | --- | ---- |
| 1987     | Seattle S.Sonics | 14 | 14 | 37,7 | 48,8 | 20,0 | 60,7 | 8,4 | 3,0 | 1,5 | 0,6 | 20,3 |
| 1988     | Seattle S.Sonics | 5  | 5  | 36,0 | 55,6 | 50,0 | 50,0 | 9,6 | 5,0 | 0,6 | 0,2 | 21,2 |
| 1989     | Seattle S.Sonics | 8  | 8  | 35,1 | 40,3 | 33,3 | 75,6 | 8,4 | 2,8 | 0,3 | 0,6 | 18,8 |
| 1991     | Phoenix Suns     | 4  | 4  | 25,3 | 41,5 | 0,0  | 66,7 | 3,8 | 1,3 | 0,0 | 0,5 | 9,5  |
| 1992     | N.Y. Knicks      | 12 | 12 | 38,2 | 47,7 | 25,0 | 73,5 | 7,2 | 1,9 | 0,8 | 0,2 | 18,8 |
| 1993     | Boston Celtics   | 4  | 0  | 31,5 | 41,5 | 0,0  | 66,7 | 4,5 | 2,3 | 0,3 | 0,8 | 12,5 |
| 1995     | Boston Celtics   | 4  | 0  | 14,8 | 29,4 | 0,0  | 75,0 | 1,5 | 1,3 | 0,0 | 0,0 | 3,3  |
| Carriera | Carriera         | 51 | 43 | 34,0 | 46,4 | 28,2 | 66,7 | 7,0 | 2,6 | 0,7 | 0,4 | 17,0 |

#### Massimi in carriera
- Massimo di punti: 42 vs Los Angeles Lakers (23 maggio 1987)[1]
- Massimo di rimbalzi: 19 vs New York Knicks  (20 gennaio 1988)
- Massimo assist: 8 (3 volte)
- Massimo di palle rubate: 6 (2 volte)
- Massimo di stoppate: 5 vs Utah Jazz (14 aprile 1987)
- Massimo di minuti giocati: 68 vs Milwaukee Bucks (9 novembre 1989)

## Palmarès
- NCAA AP All-America First Team (1985)
- NBA All-Rookie First Team (1986)
- NBA All-Star (1988)